# تپه شکه ۲
تپه شکه ۲ مربوط به دوره اشکانیان - دوره ساسانیان - سده‌های اولیه دوران‌های تاریخی پس از اسلام است و در شهرستان میانه، بخش مرکزی، دهستان کله بوز شرقی، ۴۰۰ متری جنوب محل قدیمی روستای شکه واقع شده و این اثر در تاریخ ۲۷ آبان ۱۳۸۶ با شمارهٔ ثبت ۲۰۱۷۶ به‌عنوان یکی از آثار ملی ایران به ثبت رسیده است.